# Viktor Orbán
Viktor Mihály Orbán (Stolni Biograd, 31. svibnja 1963.) mađarski je političar i pravnik, predsjednik Vlade Mađarske od 2010. godine, položaj na kojem je prethodno bio od 1998. do 2002. godine. Predsjednik je političke stranke Fidesz od 1993., s pauzom između 2000. i 2003. godine.
Orbán je studirao pravo na Sveučilištu Loránd Eötvös. Sudjelovao je u disidentskom studentskom pokretu, te je postao poznat nakon govora 1989. u kojem je zahtijevao da sovjetske oružane snage napuste Narodnu Republiku Mađarsku. Nakon pada komunizma u Mađarskoj 1989. Orbán je izabran u Parlament, gdje je vodio klub zastupnika Fidesza od 1993. godine.
Tijekom Orbánova prvog premijerskog mandata, od 1998. do 2002., inflacija i fiskalni deficit su se smanjili i Mađarska se pridružila NATO-u. Orbán je bio vođa oporbe od 2002. do 2010. Godine 2010. ponovno je izabran za premijera. Središnja pitanja tijekom Orbánova drugog premijerskog mandata uključuju kontroverzne ustavne i zakonodavne reforme, posebice ponovljene ustavne amandmane, uključujući amandmane na Ustav Mađarske 2013. godine, kao i europsku migrantsku krizu, izbacivanje Srednjoeuropskog sveučilišta kojeg je osnovao George Soros iz Mađarske i odgovor na pandemiju COVID-19. Reizabran je 2014., 2018. i 2022. Dana 29. studenoga 2020. postao je najdugovječniji premijer u povijesti Mađarske.
Počevši od druge Orbánove vlade 2010., tijekom svog neprekidnog boravka na vlasti, Orbán je ograničio slobodu tiska, oslabio neovisnost pravosuđa i potkopao višestranački sustav, što je dovelo do demokratskog nazadovanja države. Često se predstavlja kao branitelj kršćanskih vrijednosti pred Europskom unijom, za koju tvrdi da je antidržavna i protukršćanska. Njegovo prikazivanje EU kao političkog neprijatelja dok prihvaća njezin novac i usmjerava ga svojim saveznicima i obitelji dovelo je do optužbi da njegova vlada predstavlja kleptokraciju. Također je karakterizirana kao hibridni režim, jednostranački sustav i mafijaška država.
Orbán svoju politiku predstavlja kao "neliberalno demokršćanstvo". Kao rezultat takve politike, Fidesz je suspendiran iz Europske pučke stranke od ožujka 2019. U govoru u srpnju 2022. Orbán je kritizirao miješanje europskih i neeuropskih rasa, rekavši: "Mi [Mađari] nismo mješanci i ne želimo postati mješanci." Dva dana kasnije u Beču, pojasnio je da je govorio o kulturama, a ne o genetici. Orbán promiče euroskepticizam, protivljenje liberalnoj demokraciji i uspostavi bližih veza s Kinom i Rusijom.

## Raniji život

### Mladost i rana karijera
Rođen je u Stolnom Biogradu (mađ. Székesfehérváru) 31. svibnja 1963. godine u seoskoj obitelji, kao najstariji sin Győzőa Orbána (rođen 1940.) i logopetkinje Erzsébet Sípos (rođene 1944.). Ima dva mlađa brata, Győzőa Juniora (rođen 1965.) i Árona (rođen 1977.), oboje su preduzetnici. Odrastao je u dva obližnja sela Alcsútdobozu i Felcsútu. U 1977. godine se s obitelji preselio u Stolni Biograd. Nakon odsluženja vojnog roka studirao je pravo na Sveučilištu Loránd Eötvös u Budimpešti, gdje je diplomirao 1987. godine.
U 1989. godine dobio je stipendiju Fondacije Soros i studirao godinu dana na koledžu Pembrokeu u Oxfordu.
Viktor Orbán je lider kršćansko-konzervativnog Fidesza, vladajuće stranke u Mađarskoj.
Oženjen je pravnicom Anikó Lévai. Reformatske (kalvinističke) je vjeroispovjesti i održava dobre odnose s većinom crkava u Mađarskoj. Par ima petero djece. Orbán je veliki poklonik sporta. Ujedno je registrirani igrač i jedan od glavnih pokrovitelja nogometne ekipe Felcsúta pa se njegov lik pojavljuje čak u računalnoj igri Football Manager 2006. godine.

### Politička karijera
Viktor Orbán bio je jedan od osnivača Fidesza (Savez mladih demokrata) koji je formiran 30. ožujka 1988. godine. Dana 16. lipnja 1989. godine on je držao govor povodom ponovnog svečanog pokopa Imrea Nagya, središnje ličnosti mađarskog ustanka protiv Sovjetskog Saveza u 1956. godine. U svom žestokom govoru zahtijevao je slobodne izbore i povlačenje sovjetskih trupa iz zemlje. Taj govor kojim je stekao glas i međunarodno priznanje često je spominjan kao prekretnica mađarske povijesti. Tijekom ljeta 1989. godine sudjelovao je u tzv. "Opozicijskim raspravama na okruglom stolu".
Nakon raspada nacionalne desnice 1994. godine Fidesz se pod njegovim vodstvom pomicao prema konzervativnim vrijednostima (stranka je bila članica Liberalne Internacionale). U 1995. godine stranka je preimenovana u Fidesz-MPP (Savez mladih demokrata – Mađarska građanska stranka).

### Premijer Mađarske
Fidesz-MPP je na parlamentarnim izborima u 1998. godine osvojio 29 % glasova te je – zajedno s ostatkom raspadanog Mađarskog demokratskog foruma (glavne stranke prve slobodno birane vlade) i Neovisnom strankom sitnih posjednika – formirao koalicijsku vladu. Viktor Orbán je s 35 godina postao drugi najmlađi predsjednik vlade Mađarske (nakon Andrása Hegedűsa). Bio je premijer Mađarske od 1998. do 2002. godine. Za premijera je ponovno izabran 2010. godine kada je njegova stranka Fidesz, u koaliciji s Kršćansko-demokratskom narodnom strankom pobijedila na parlamentarnim izborima.